# 2011年11月逝世人物列表
2011年逝世人物列表：1月 - 2月 - 3月 - 4月 - 5月 - 6月 - 7月 - 8月 - 9月 - 10月 - 11月 - 12月
2011年11月逝世人物列表，是用于汇总2011年11月期间逝世人物的列表。

## 依日期排序

### 1日
- 多蘿西·豪厄爾·羅德姆（英語：Dorothy Howell Rodham），92歲，美國國務卿希拉蕊（Hillary Diane Rodham Clinton）的母親。中國廣播公司[]
- 施樂伯（英語：Robert A. Scalapino），92歲，美國政治學家、東亞研究學者、柏克萊加州大學教授。聯合報

### 2日
- 约翰·伯克（英語：John F. Burke），89岁，哈佛大学医学教授，人造皮肤技術的發明者。科学网（页面存档备份，存于）

### 3日
- 郭涛，85岁，南京军区原副司令员。人民网
- 约翰·R·欧宝（英語：John Roberts Opel），86岁，IBM公司前任CEO。麻省理工[]、紐約時報（页面存档备份，存于）

### 4日
- 安迪·魯尼（英語：Andy Rooney），92歲，美國作家及資深傳媒人，《60分鐘時事雜誌》主持之一。CBS（页面存档备份，存于）
- 薩拉·瓦特（英語：Sarah Watt），53歲，澳大利亞電影導演，癌症逝世。ABC.net.au（页面存档备份，存于）
- 阿方索·卡諾（西班牙語：Alfonso Cano），63歲，哥倫比亞最大反政府游擊隊「哥倫比亞革命軍」（FARC）的頭號領袖，遭哥國軍方擊斃。世界日報
- 诺曼·拉姆齐（英語：Norman F. Ramsey），96岁，1989年诺贝尔物理学奖获得者。科学网（页面存档备份，存于）

### 5日
- 西岡武夫，75歲，日本參議院議長，因肺炎病逝。產經新聞
- 王肯，87岁，吉剧创始人之一，10时10分在长春因病去世。王肯是吉林省戏剧界的泰斗人物。*中广网（页面存档备份，存于）

### 6日
- 刘兴洲，69岁，中国冲压发动机专家，中国工程院院士。科学网（页面存档备份，存于）

### 7日
- 喬·弗雷澤（英語：Joe Frazier），67歲，美國拳擊手，曾於1971年擊敗拳王阿里。肝癌病逝。聯合報
- 王逢吉，93歲，華人海外作家、北美洛杉磯華文作家協會顧問。世界新聞網

### 8日
- 許冠英，65歲，香港演員及歌手，許冠傑之兄，許冠文之弟。警方推斷為心臟病猝死。明報
- 郑祖康，64岁，中国统计学家、管理教育家。曾任全国政协常委，九三学社中央委员会常委、上海市委副主委，上海市人民政府参事室主任。复旦大学原副校长、管理学院原院长。科学网（页面存档备份，存于）、新華網（页面存档备份，存于）

### 9日
- 戈宾德·霍拉纳（英語：Har Gobind Khorana），89岁，印度裔美國分子生物學家，1968年诺贝尔生理学或医学奖得主。科学网（页面存档备份，存于）
- 龚书铎，83岁，中国历史学家、中国史学会原副会长、北京师范大学历史学院教授。新华网（页面存档备份，存于）

### 10日
- 史恆豐，92歲，中華民國國軍軍官，1950年帶領近300名官兵抵禦700餘名共軍侵略大膽島及二膽島。中央社
- 關聖佑，68歲，香港作曲家。

### 11日
- 弗朗西斯科·布萊克·莫拉（英語：Francisco Blake Mora），45歲，墨西哥內政部部長，與副部長及新聞局局長在內共8人因直升機事故罹難。中新社（页面存档备份，存于）

### 12日
- 刘震乙，90岁，中国动物遗传育种学家，内蒙古自治区政治协商会议第五届委员会副主席，内蒙古自治区第七届、第八届人民代表大会常务委员会副主任。人民网（页面存档备份，存于）
- 伊芙琳·兰黛（英語：Evelyn Lauder），75岁，雅诗兰黛集团高级副总裁，卵巢癌。 搜狐网

### 13日
- 鲍勃桑·埃基科（英語：Bobsam Elejiko），30岁，尼日利亚足球运动员，比赛中外伤性主动脉破裂。 sporza（页面存档备份，存于）

### 15日
- 王偉，70歲，香港資深影視演員，胃癌逝世。明報（页面存档备份，存于）

### 17日
- 黃昭堂，79歲，台獨聯盟主席，接受手術後心跳停止急救無效。中時電子報
- 李光先，49歲，台東知本消防分隊隊員，執行除蜂任務遭虎頭蜂群攻擊，留醫19天後於深夜不治。中央社

### 18日
- 陈行庚，98歲，中共贵州省委原副书记、纪委书记，原贵州省顾委副主任。人民网（页面存档备份，存于）

### 19日
- 達爾瑪（西班牙語：Dalma Salvadore Franco），81歲，阿根廷足球球王迪亞哥·馬拉度納（Diego Armando Maradona）的母親。新華網 Archive.today的存檔，存档日期2013-04-28

### 20日
- 成田豊（日語：成田 豊），82岁，日本第一大廣告商电通会长。WSJ日本版

### 21日
- 黄志勇，98岁，中华人民共和国开国中将。泡泡网
- 戴傑，84歲，中國海關總署原黨組書記、署長。新華網（页面存档备份，存于）
- 葛利格·哈蒙（荷蘭語：Greg Halman），24歲，荷蘭人，美國職棒大聯盟西雅圖水手隊外野手，遭其胞弟傑森·哈蒙（Jason Halman）刺殺身亡。中央廣播電台
- 安妮·麦卡芙瑞(英語：Anne McCaffrey)，85岁，美国科幻小说家。（英文）Slashdot（页面存档备份，存于）

### 22日
- 朱健，42歲，澳門終審法院大法官，於8月與家人在廣東江門自駕遊時車禍，腦幹受損昏迷。澳門新聞局（页面存档备份，存于）
- 林恩·马古利斯（{{langx|en|Lynn Margulis}），73岁，美国生物学家，出血性中风。科学网（页面存档备份，存于）
- 拉娜·彼得斯（英語：Lana Peters），原名斯维特兰娜·阿丽卢耶娃(Svetlana Iosifovna Alliluyeva )，85岁，苏联领导人斯大林之女，1967年叛逃美国，大肠癌。网易BBC中文網（页面存档备份，存于）

### 23日
- 楊日松，84歲，台灣法醫，被譽為「台灣福爾摩斯」，罹大腸癌病逝。中時電子報
- 张培刚，98歲，中國經濟學家，哈佛三剑客之一，在國內有「發展經濟學之父」之譽。財新網（页面存档备份，存于）
- 黄纬禄，95岁，两弹一星元勋，中国科学院资深院士，国际宇航科学院院士，中国航天科工集团公司和中国航天科技集团公司高级技术顾问。新華網（页面存档备份，存于）、科学网（页面存档备份，存于）

### 24日
- 李静，93岁，中华人民共和国开国少将。新浪（页面存档备份，存于）

### 25日
- 孙才新，66岁，中国工程院院士，重庆大学教授、博士生导师，电气工程专家，因病逝世。重大新闻网

### 26日
- 尹俊，79岁，云南省人大常委会原主任。人民网

### 27日
- ，42岁，威尔士已退役足球运动员，曾被誉为英超活化石，時任威尔士足球代表队主教练，上吊自杀。每日电讯报（页面存档备份，存于）
- 肯·羅素（Ken Russell），84歲，英國電影導演。NOWnews 今日新聞網

### 28日
- 朱兆祥，90岁，爆炸力学专家、教育家和科技事业活动家，宁波大学首任校长。中国力学学会
- 劳埃德·奥尔德（英語：Lloyd Old），78岁，美国生物学家、肿瘤免疫疗法主要创立者之一、肿瘤坏死因子发现者。科学网（页面存档备份，存于）
- 林宗仁，64歲，台灣戲曲琴師、演員，曾演出電影《海角七號》茂伯一角，因心肌梗塞病逝。自由時報
- 张宪，57岁，中国学者，中山大学哲学系教授。[1]

### 29日
- 张滂，94岁，中国科学院院士、化学家。科学网（页面存档备份，存于）

### 30日
- 兹德内克·米勒（捷克語：Zdeněk Miler），90岁，捷克斯洛伐克画家、平面艺术家，动画片制作家。《鼹鼠的故事》的制作者。南方网